# 雄踏文化センター
雄踏文化センター（ゆうとうぶんかセンター）は浜松市中央区雄踏町にある文化施設。もともとは雄踏町町営の文化センターであったが、合併により雄踏文化センターに名称変更している。

## 概要
定員約600席の大ホール、グランドピアノのあるイベントホール、多目的ホールなどを備えた本格的な文化施設である。大ホールでは内外のアーティストのコンサートや演劇、イベントなどが頻繁に開催されている。
- 大ホール -　座席数604人。
- イベントホール
- 多目的ホール
- 楽屋1号-3号
- 和室3室
- 談話室5室
- 茶室
- 調理実習室
- 美術工芸室
- 会議室4室
- 学習室
- 研修室
- 視聴覚室
- 展示ロビー

### 利用者数
- 2008年度（平成20年度） - 129,377人（4,006件）
- 2009年度（平成21年度） - 130.952人（3,956件）
- 2010年度（平成22年度） - 135,498人（4,538件）
- 2011年度（平成23年度） - 124,576人（4,586件）[1]

## 交通アクセス
- JR東海道本線 舞阪駅より 徒歩30分。
- 遠鉄バス 宇布見領家バス停下車 北へ徒歩5分。
- 駐車場（約200台・無料）

## その他
- 開館時間: 9:00–21:30
- 休館日: 祝日、年末年始
- 高台に位置するため、津波からの避難場所として指定されている[2]。